# A Boy
«A Boy» (корейский: 소년이여, Sonyeoniyeo) — песня, записанная южнокорейским певцом G-Dragon. Она была выпущена как четвертый и последний сингл с его дебютного альбома Heartbreaker. G-Dragon заявил, что песня была выпущена как ответ на споры о плагиате, которые окружали другие его синглы «Heartbreaker» и «Butterfly», когда несколько человек говорили ему бросить петь, а G-Dragon ответил, что он «не уйдет».

## Релиз
Хотя в конце клипа G-Dragon «Breathe» был тизер клипа на «A Boy», песня не была выпущена в качестве следующего сингла. Вместо этого G-Dragon выпустил «Butterfly». Через пару недель после выпуска "Butterfly" "Soneoniya" была официально подтверждена и выпущена как четвертый и последний промо-сингл для альбома. G-Dragon заявил, что текст песни, который был написан им самим, и был о мыслях и борьбе, через которые он прошел в детстве, когда стал стажером YG в возрасте 13 лет.

## Список композиций
1. "A Boy" — 3:29

## Клип
Подобно видеоклипу «Butterfly», видеоклип «A Boy» в значительной степени состоит из компьютерной графики. В отличие от предыдущих музыкальных клипов (которые включали либо стилизованный танец, либо сюжетную линию), в музыке использовалась различная меняющаяся графика и пение G-Dragon. Музыкальное видео выражает эмоции G-Dragon и его борьбу, объясненную в тексте песни.
По состоянию на декабрь 2022 клип имеет 21 миллион просмотров на YouTube.